# William z Sherwood
William z Sherwood (ur. 1190, zm. 1249) – angielski średniowieczny logik i nauczyciel.
Niewiele wiadomo o jego życiu, z nielicznych informacji wynika, że studiował w Paryżu i wykładał na University of Oxford w 1252 roku oraz sprawował funkcję skarbnika Lincoln od 1254 lub 1258 roku.
Jest autorem dwóch prac mających duży wpływ na rozwój scholastyki:
- Introductiones in Logicam (Wprowadzenie do logiki),
- Syncategoremata.